# マーク・トローネ
マーク・トラオナー（Marc Trauner、1969年4月7日 - ）は、ドイツのフランクフルトを活動ベースにしているDJおよび音楽プロデューサーである。知名度としては、メスカリナム・ユナイテッド(Mescalinum United)、Marc Acardipane、The Mover、Pilldriver、Marshall Masters、Resident Eなどの、多数の変名のほうが高い。メスカリナム・ユナイテッド名義で1990年に、最初のハードコアテクノ／ガバトラックである"We Have Arrived"を作成した事で知られる事となった。後に、この曲はエイフェックス・ツインのリミックスがなされた。

## 経歴
1969年4月7日にドイツのフランクフルトで生まれる。8歳の頃から音楽を始め、クラシックギターのレッスンを10年、エレキギターのレッスンを6年受けていた。12歳の頃にバンドを設立した時、アコースティック楽器では彼の音楽的な表現を制約しているように感じ、キーボードとコンピュータを買うことに決めた。そのバンドでは結局6年間活動していた。
1987年、フランクフルトのクラブでウェイターをして居た時に、当時同僚であったThorsten Lambart（通称：Don Demon）と出会い、レコードレーベルを始める構想を持ち始め、2年後の1989年に有名なPCP（Planet Core Productions）レーベルを共同で設立した。更に同年にはメスカリナム・ユナイテッド名義で"Into Mekong Center"（レコード番号：PCP001）を、レーベルの第一弾としてリリースした。

## 変名
変名は多いが、既に使用していないものが殆どである。大半はいわゆるハードコアテクノの作品に用いている。現在までに使用された変名は、比較的有名なものだけでも以下の通りとなる。
- 8 A.M.
- Ace The Space
- Alien Christ
- Beethoven
- Budleckers
- Children Of E
- Cold Rush City Cru
- Cyborg Unknown
- Dancehall Terrorists
- DB 600
- DJ Bubi
- Don Dee Jay
- Dusty Angel
- E-Team
- Freez-E-Style
- Friends Of Alex
- Marc Acardipane
- Marc-E-Bwoy
- Marshall Masters
- Mescalinum United
- The Mover
- Nasty Django
- No Sukkaz
- O.G.s
- PCP-Project
- Pilldriver
- Program 1
- Rave Creator
- Reincarnated Regulator
- Resident E
- T-Bone Castro
- Trip Commando
- Tumor
- Ultra Tech
- White Breaks
- Wonderboy